# ZERO (冬目景の漫画)
『ZERO』（ゼロ）は、冬目景による漫画。

## 概要
『コミックバーズ』の前身である『コミックバーガー』（スコラ）の1995年2月号から同年4月号まで連載された、冬目景の初長編作品。
当初はスコラより1995年4月にバーガーコミックスとして単行本が発行されたが、スコラ社が倒産し版権がソニー・マガジンズに移譲したことにより、表紙やあとがきなどを新たに描き下ろしてソニー・マガジンズより1999年10月にバーズコミックスとして単行本が再発行された。その後ソニー・マガジンズが『コミックバーズ』も含むコミック事業を幻冬舎に譲渡することとなり、表紙や内容、レーベルはそのままで幻冬舎コミックスより2002年1月に単行本が再々発行された。
『コミックバーガー』および『コミックバーズ』の版権の移譲の詳細については「コミックバーズ」の項目を参照のこと。

## あらすじ
舞台はとある高校。生徒会長の坂爪に好かれているのに気付くも、今一歩踏み込めない書記の釘町が主人公。釘町はひょんなことから、転校生の間尾洋子と知り合う。間尾は顔に大きな傷があり、そのコンプレックスが元で、前の学校で問題を起こしたとのことだった。ある日、間尾はクラスメイトに拳銃取引に利用され、退学処分となってしまう。しかし、間尾は復讐のために戻ってきた…。

## 登場人物
釘町
男子。本作の主人公。生徒会の書記。過去に後ろめたいことをしたために田村に逆らえず、間尾が田村に騙されていることを知りつつも何も出来ず、目の前で捕まる間尾を見捨ててしまう。全校集会には遅刻をしたため助かり、屍の転がる体育館で間尾と対面する。
間尾洋子
釘町の学校への転校生。顔に負っている傷を隠すような髪型をしている。田村らに騙され、拳銃取引に利用された所を警察に捕まり、学校を退学となった。学校に拒否され傷つけられた復讐に、学校のシステムを狂わし、全校集会の行われていた体育館に毒ガスを流した。
坂爪
女子。生徒会長で校則の改変を目論んでいる。髪をツインテールにして結んでいる。全校集会の際には生徒会室で喫煙をしていたために助かり、釘町らとともに校舎からの脱出を図る。
矢代
男子。陸上で推薦入学を狙っていたが、靭帯を痛めたために断念し、受験勉強に励んでいる。全校集会の際には屋上で勉強していたために助かり、釘町らとともに校舎からの脱出を図る。
ロボット
作中では掃除ロボ、警備ロボと名称不明の荷物の運搬を担っているロボットの3体が登場する。本来は名前の通り掃除などの学校の雑事をこなしていたが、間尾に改造され、掃除ロボはチェーンソー、警備ロボはピストル、運搬用のロボットはスタンガンを装備して釘町達に襲いかかる。

## 単行本
- スコラ版
  - ISBN 4796243275
- ソニー・マガジンズ版
  - ISBN 4789781933
- 幻冬舎コミックス版
  - ISBN 4344800281